# Stefano Cassetti
Stefano Cassetti (* 4. September 1974 in Brescia) ist ein italienischer Schauspieler und Designer. Bekannt wurde er durch seine Darstellung der namensgebenden Rolle in Cédric Kahns Film Roberto Succo.

## Biografie
Cassetti wurde in Brescia, Italien, geboren. Nach seinem Studium in Design entschloss er sich, nach Paris zu ziehen, um seine Karriere als Schauspieler zu verfolgen. Sein Durchbruch gelang ihm 2001, als er die Hauptrolle des Serienmörders Roberto Succo in dem Film Roberto Succo von Cédric Kahn übernahm. Die Rolle brachte ihm große Anerkennung ein und öffnete ihm die Türen zu weiteren internationalen Projekten.

## Karriere
Cassetti hat in einer Vielzahl von Film- und Fernsehproduktionen in Europa mitgewirkt. Seine Mehrsprachigkeit ermöglicht es ihm, in verschiedenen Ländern zu arbeiten. Neben Italienisch spricht er fließend Französisch und hat auch Deutschkenntnisse. Dies zeigte er unter anderem in der deutschen Produktion Der Fall Collini (2019), in der er die Rolle des Nicola Collini spielte.

## Privates Leben
Über das Privatleben von Stefano Cassetti ist wenig bekannt, da er es vorzieht, sein Privatleben aus der Öffentlichkeit herauszuhalten. Bekannt ist jedoch, dass er seine Designkarriere weiterhin verfolgt und erfolgreich in beiden Bereichen tätig ist.

## Filmografie
- 2001: Roberto Succo
- 2006: Marie Antoinette
- 2007: La vie en rose
- 2011–2014: Borgia (TV-Serie)
- 2014: Gomorrha (TV-Serie)
- 2019: Der Fall Collini
- 2021: Germinal (TV-Sechsteiler)
- 2020–2021: Into the Night (TV-Serie)
- 2023: Eine Billion Dollar (TV-Serie)